# Karpatka
La karpatka (prononciation polonaise : [karˈpatka]) est une tarte à la crème polonaise. Elle est constituée de deux couches de pâte à choux fourrées à la crème pâtissière. La couche inférieure peut aussi être une pâte brisée et elle est parfois couverte d’une couche de confiture. Le gâteau est généralement saupoudré de sucre glace.
Le nom de ce dessert provient de la forme irrégulière de la couche supérieure, censée rappeler les sommets des Carpates, en particulier quand elle est saupoudrée de sucre glace.